# 8-Оксихинолин
8-Оксихинолин (ортооксихинолин, оксин) — гетероциклическое органическое соединение состава C9H7NO. В медицине оксихинолин ранее часто использовался в качестве противомикробного средства (группа оксихинолинов).

## Физические свойства
Светло-жёлтые кристаллы; tпл 75 — 76 °C, tкип 267 °C; растворим в органических растворителях: в хлороформе 382 г/л, в бензоле 319 г/л, в изоамилацетате 174 г/л, этиловом эфире 96 г/л, изоамиловом спирте 56.6 г/л; в щелочах и кислотах, в воде — плохо (минимальная растворимость 0.53 г/л в изоэлектрической точке (pH=7.2)). Легко летуч с парами воды. Растворы 8-оксихинолина темнеют на свету, поэтому их следует хранить в тёмном прохладном месте.

## Получение
Получают нагреванием гидрохлорида о-аминофенола и о-нитрофенола, глицерина и серной кислоты (модификация Реакции Скраупа) или щелочным плавлением 8-хинолинсульфокислоты.

## Применение
8-оксихинолин образует комплексные соединения более чем с 40 элементами периодической системы и является малоизбирательным групповым реагентом. Способность 8-оксихинолина образовывать со многими катионами металлов малорастворимые в водных растворах (уксусной кислоты, аммиака и др.) кристаллические внутрикомплексные соли (хелаты), например Mg(C9H6ON)2, Al (C9H6ON)3, используется на практике для определения и разделения ряда металлов (Al, Zn, Cd, Mg и др.).
Гидроксихниолинаты различных металлов различаются окраской и могут быть определены фотометрически. Хорошая их растворимость в хлороформе используется для экстрационно-фотометрического определения ряда элементов.
Некоторые производные 8-оксихинолина применяют в качестве фунгицидов [например, медную соль (C9H6ON)2Cu] и антисептиков амёбоцидного и наружного действия (например хлорхинальдол).
Комплекс 8-оксихинолина с алюминием используется для изготовления органических светодиодов (OLED). Вариации заместителей в хинолиновом ядре позволяют получать материалы с различными люминесцентными свойствами.

## Медицинское использование
Оксихинолин показан для дезинфекции рук, обработки ран, язв, микозов. Для обработки хирургического инструмента непригоден, так как взаимодействует с металлом.
При аппликации на кожу обеспечивается длительное противогрибковое действие (96 ч) на кожной поверхности. Активен в отношении различных видов дерматофитов (рода трихофитон, микроспорум, дрожжеподобных грибов, грибов рода пенициллиум и аспергилюс и др. возбудителями). Относительно малотоксичен, не оказывает местного раздражающего действия и не инактивируется белками тканей.
Для дезинфекции рук, промывания ран, язв, спринцеваний оксихинолин применяется в разведении 1:1000, 1:2000. При микозах — наружно, в виде аппликаций на пораженные участки кожи и ногтевые ложа после удаления ногтевых пластинок. Пластырь нужного размера и формы прикладывают липкой поверхностью на кожу или ногтевые ложа, предварительно слегка смоченные водой, прижимают для обеспечения контакта всей площади пластыря с пораженным участком. Длительность разовой аппликации — не более 4 сут, затем пластырь меняют, проводя в перерыве между аппликациями гигиенические процедуры. После третьей аппликации (через 12 дней) больным проводят чистку роговых наслоений при помощи мыльно-содовой ванны. Лечение проводят под контролем роста ногтевой пластинки и микроскопического исследования на грибы до получения не менее 3 отрицательных анализов с интервалом 1 мес. Продолжительность лечения зависит от сроков отрастания здоровых ногтевых пластинок и составляет от 3 до 10-12 мес.
На данный момент препараты на основе оксихинолина не имеют регистрации в России.